# Ditremagenia macropharynx
Ditremagenia macropharynx is een platworm (Platyhelminthes). De worm is tweeslachtig. De soort leeft in het zoute water.
Het geslacht Ditremagenia, waarin de platworm wordt geplaatst, wordt tot de familie Ditremageniidae gerekend. De wetenschappelijke naam van de soort werd voor het eerst geldig gepubliceerd in 1928 door Palombi.